# Jun Osakada
Jun Osakada (jap. 小坂田淳 Osakada Jun; ur. 2 kwietnia 1974 w Tokio) – japoński lekkoatleta, sprinter, trzykrotny olimpijczyk (1996, 2000, 2004).
Największe sukcesy odnosił w sztafecie 4 x 400 metrów:
- 5. miejsce podczas igrzysk olimpijskich (Atlanta 1996), japońska sztafeta ustanowiła w finale czas 3:00,76 (do 2023 roku był to rekord Azji[1])
- 4. miejsce podczas igrzysk olimpijskich (Ateny 2004).

Indywidualnie nie osiągał tak wartościowych wyników, choć zdobył m.in. brązowy medal mistrzostw Azji (bieg na 200 m, Dżakarta 1995).

## Rekordy życiowe
- bieg na 300 m – 32,68 (2005)
- bieg na 400 m – 45,05 (2000)